# Johannes Greiner
Johannes (Hans) Greiner (* 19. Oktober 1862 in Ellwangen; † 14. März 1927 in Ulm) war ein deutscher Historiker und Archivar.

## Leben und Wirken
Johannes Greiner studierte Katholische Theologie, Philosophie, Klassische Philologie und Geschichte an der Universität Würzburg. Nach seinem Studium ging er in den höheren Schuldienst und war in der Folgezeit Gymnasialprofessor an den Konvikten Mergentheim und Rottweil, am Realgymnasium Schwäbisch Gmünd und an den Gymnasien in Ehingen und seit 1905 in Ulm. Von 1913 bis zu seinem Tod leitete er nebenamtlich das Stadtarchiv und die Stadtbibliothek in Ulm. Von 1906 bis 1923 war er Schriftführer und seit 1918 Vorsitzender des Vereins für Kunst und Altertum in Ulm und Oberschwaben, der ihn 1924 zum Ehrenmitglied ernannte. Außerdem wirkte er im Beirat des Ulmer Museums mit. 
In seinen zahlreichen historischen Veröffentlichungen beschäftigte er sich vor allem mit der Geschichte der Stadt Ulm sowie mit Einrichtungen des Deutschen Ordens in Ulm und Bad Mergentheim. 

## Schriften
- Der Briefwechsel Konrad Mocks, des Gesandten der Reichsstadt Rottweil auf dem Reichstag zu Augsburg 1530. In: Württembergische Vierteljahrshefte für Landesgeschichte, N.F., Bd. 7 (1898), S. 50–88.
- (Hrsg.): Das ältere Recht der Reichsstadt Rottweil. Mit geschichtlicher und sprachlicher Einleitung. Kohlhammer, Stuttgart 1900.
- Geschichte des Ulmer Spitals im Mittelalter. In: Württembergische Vierteljahrshefte für Landesgeschichte, N.F., Bd. 16 (1907), S. 78–156.
- Das Memorial und Reisebuch des Hans Schad. In: Württembergische Vierteljahrshefte für Landesgeschichte, N.F., Bd. 17 (1908), S. 334–420.
- Onophrius Millers Lobspruch auf Ulm. In: Ulm und Oberschwaben, Bd. 13/15 (1908/09), S. 143–165.
- Ulm und Umgebung im Bauernkrieg. In: Ulm und Oberschwaben, Bd. 13/15 (1908/09), S. 1–68.
- Die Ulmer Gelehrtenschule zu Beginn des 17. Jahrhunderts und das akademische Gymnasium. Darstellung und Quellenmaterial. Strom, Ulm 1912.
- Geschichte der Ulmer Schule. In: Ulm und Oberschwaben, Bd. 20 (1914), S. 1–90.
- Geschichte der Schule in Rottweil a. N. Kohlhammer, Stuttgart 1915.
- Das Archivwesen Ulms in seiner geschichtlichen Entwicklung. In: Württembergische Vierteljahrshefte für Landesgeschichte, N.F., Bd. 25 (1916), S. 293–324.
- Ulms Bibliothekswesen. In: Württembergische Vierteljahreshefte für Landesgeschichte, N.F., Bd. 26 (1917), S. 63–120.
- (Red.): Ulm a. D. (= Deutschlands Städtebau, Ulm). Dari-Verlag, Berlin-Halensee 1921.
- Ulm und Neu-Ulm nebst Umgebung. 6. Aufl. Beckmann, Heilbronn 1921 (2. Aufl. 1926).
- Das Deutschordenshaus in Ulm im Wandel der Jahrhunderte. In: Ulm und Oberschwaben, Bd. 22 (1922), S. 1–147.
- Der Verein für Kunst und Altertum in Ulm und Oberschwaben. Ein Rückblick. In: Württembergische Vierteljahrshefte für Landesgeschichte, N.F., Bd. 30 (1921), S. 116–155.
- Aus der 600jährigen Vergangenheit der Sammlung in Ulm. In: Ulm und Oberschwaben, Bd. 24 (1925), S. 76–112.
- Geschichte der Deutschordens-Dragoner zu Mergentheim. Deutschorden-Compagnie, Bad Mergentheim 1983.